# BODY-CATION
「BODY-CATION」（ボディ ケイション）は、久保田利伸の18枚目のシングル。1996年10月10日に発売された。発売元はSony Records。

## リリース
1996年10月10日にSony Recordsからリリースされた。

### 再発盤
2005年8月24日にマキシシングルで再発売された。

## 収録曲
| 全作詞・作曲: 久保田利伸。 |                                       |            |            |      |
| #                          | タイトル                              | 作詞       | 作曲・編曲 | 時間 |
| 1.                         | 「BODY-CATION」                       | 久保田利伸 | 久保田利伸 | 4:49 |
| 2.                         | 「BODY-CATION」(オリジナル・カラオケ) | 久保田利伸 | 久保田利伸 | 4:47 |
| 合計時間:                  | 合計時間:                             | 9:36       |            |      |

## タイアップ
| # | 曲名            | タイアップ                  | 出典  |
| - | --------------- | --------------------------- | ----- |
| 1 | 「BODY-CATION」 | 日本テレコム イメージソング | [ 2 ] |